# Planície de Guernavuque
Planície de Guernavuque (em armênio: Գռնավուկի Դաշտ; romaniz.: Gṙnavuki dašt) é uma planície da Turquia situada na província de Are. Se estende ao redor dos trechos superiores do rio Murate, formando uma continuação da planície de Elesquirte. Com cerca de 30-35 quilômetros de extensão, cobre a área onde estão localizados os montes Ararate e Tendureque. O rio Gornassum (ou Gornavuque), da bacia do Murate, flui por ela. Sua porção central é coberta por pequenos lagos, pântanos e canaviais e possui terras aráveis e pastagens.